# 保長坑
保長坑（懶音 ），是新北市汐止區的一個傳統地域名稱，也是該區次分區之一，位於該區東部。東側鄰接北五堵，西側比鄰街後，西南側接茄苳腳，南側為石硿子，北側隔基隆河與鄉長厝相望。傳統意義上的保長坑，範圍大致包括今日的保長里、保新里不含南端、保安里不含最西端、長安里不含最南端、茄苳里北部邊界地帶，今日狹義之保長坑則僅由保安里及保新里構成。
由於設站在長安里的五堵車站造成五堵的地理概念被擴大解釋，使得保長坑北部地區常被認為是廣義的五堵地區的一部分。

## 地名
保長坑最初的地名叫「大埔」（因地勢平坦寬闊），最早有漢人開墾的地方是基隆河南岸。境內有一條保長坑溪，坑谷優美，至榨埤內與雙溪交界之處，台5甲線(大同路)和台5線(新台五路)各設有保長坑橋和新保長坑橋用來跨越溪谷。在基隆河沿岸，舊有一座土石碉堡，扼守水陸兩路要衝地點。清朝時實施保甲制度，為保護初來的住民，設有「保正」和「甲長」駐紮該地，所以「大埔」又改稱為「保長坑」。

## 歷史
台灣清治末期至日治前期，保長坑地區為一街庄，稱為「保長坑庄」，隸屬於石碇堡。該庄西北隔基隆河與鄉長厝庄、友蚋庄為鄰，東北與五堵庄為鄰，東南邊為姜仔藔庄、鵠鵠崙庄，西南邊為茄苳腳庄、水返腳街。
1901年（日治明治三十四年）11月，該庄隸屬於基隆廳，編入第十四區。1905年（明治三十八年）7月，第十四區、第十五區、第十六區、第十九區合併為「水返腳區」。1920年（大正九年），該庄改制為「保長坑」大字，隸屬於臺北州七星郡汐止街，大字下有「保長坑」、「溪洲寮」、「石門」小字名。
戰後汐止街改制為汐止鎮，隸屬於臺北縣，大字亦改制為里。1999年6月，汐止鎮升格為汐止市。2010年12月，臺北縣升格為新北市，汐止市改制為汐止區。

## 交通

### 鐵路
台鐵縱貫線橫越保長坑地區東北部，並設有五堵車站。

### 捷運
目前進行細部設計中之基隆捷運預定沿茄安路與大同路三段行經本地區，並於長榮貨櫃、大同老人養護中心附近設立保長坑站。

### 道路
- 省道

台5甲線（大同路）為台5舊線，橫越保長坑中部地區；
台5線（新台五路）則為截彎取直的新省道，橫越保長坑南部地區，兩者皆是連絡汐止區樟樹灣與七堵區六堵的要道。
- 鄉道

本區有鄉道北30線（茄苳路）與鄉道北31線（汐平路）行經。
- 地區道路
  - 保長路
  - 保一街
  - 保新街
  - 大安街
  - 長安路
  - 長興街一段、二段
  - 鄉長路一段

## 工商業
保長坑原以農業為主體產業，在日據時代曾隨周遭鄉長厝與東山興起煤礦業。光復後新茂木業公司之木材廠「新茂工廠」落腳於保長坑東部地帶，主要以外國進口之木材加工為業務，現今摩天鎮社區的位置就是工廠的員工宿舍，工廠位置相等於今環球貨櫃公司貨櫃場；而貯木池原址今被開發為亞太科技園區。
民國63年政府於制定汐止都市計畫時，將保長坑中心地帶土地劃為工業區，開闢大安街保長坑溪溪畔腹地，吸引工廠投資設廠。保長坑工業區內的工廠大多為製造業、食品業、加工業及包裝產業，周邊亦有「世界經貿園區」等集合式商辦大樓。
由於保長坑地區鄰近五堵交流道及汐止交流道(已解編之台5乙線)，擁有良好交通區位且地勢平坦，吸引貨櫃、倉儲及物流相關產業進駐，計有環球貨櫃、東亞貨櫃、長榮貨櫃、中國貨櫃等多家業者。

## 教育
- 新北市汐止區保長國民小學（含附設幼兒園）
- 新北市汐止區長安國民小學（含附設幼兒園）
- 新北市私立崇義高級中學

## 社區發展
- 保長社區位在保長坑溪與基隆河匯流處（隸屬保長里、長安里），設有保長社區發展協會。

- 摩天鎮社區位於新北市汐止區和基隆市七堵區的交界處、保長坑東南部（隸屬保新里），設有摩天鎮社區管理委員會。

## 廟宇
- 保長坑橋頭福德宮
- 九龍太子宮
- 保興宮
- 五堵福正宮
- 王母救世宮

## 地理環境
境內有一溪流保長坑溪，四周環繞著保長坑山、五堵南山、錦峰山、石門山、鄉長厝山等山頭。

## 照片集

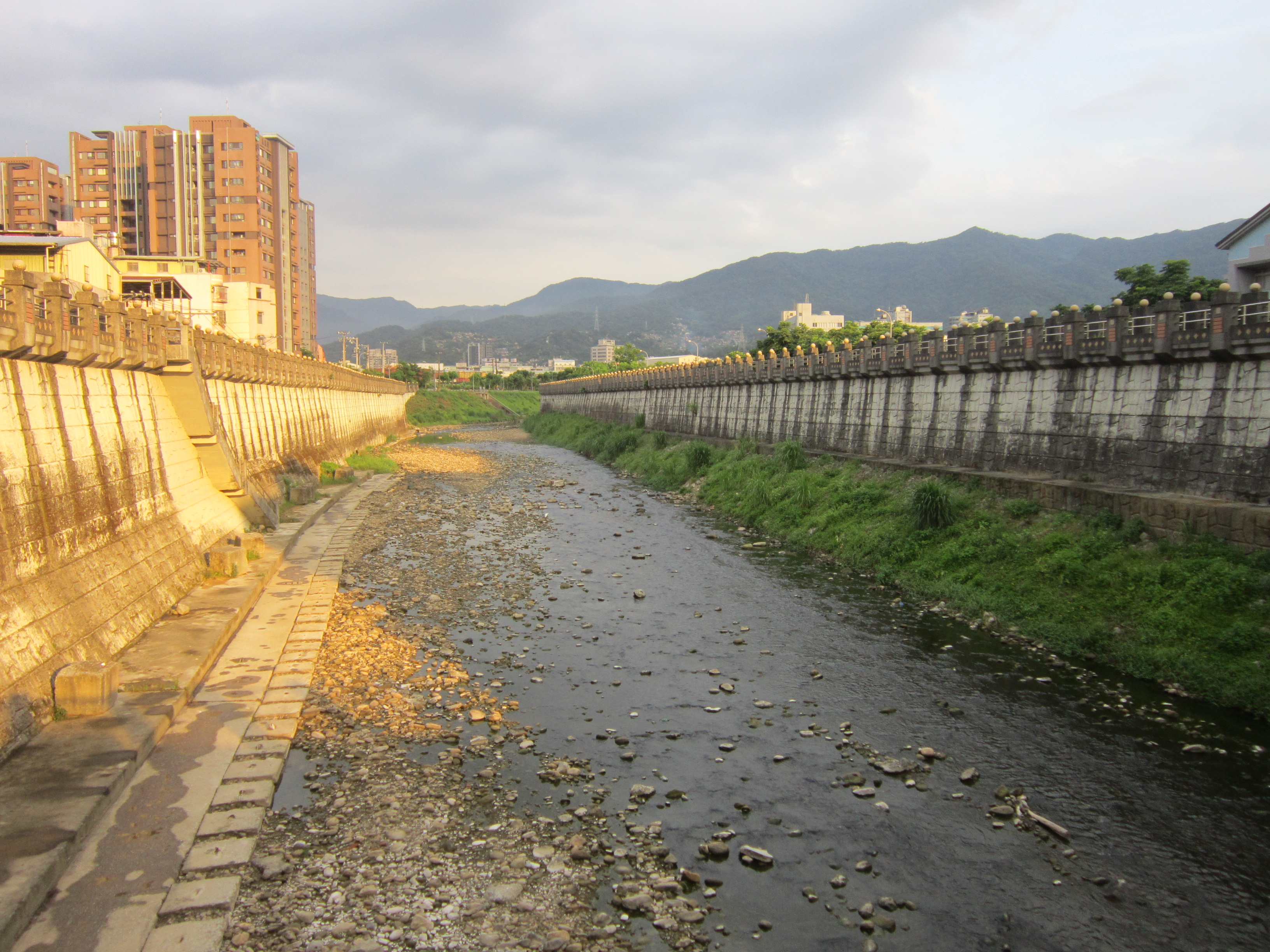
保長坑溪及兩側的堤防，堤防外即是保長社區
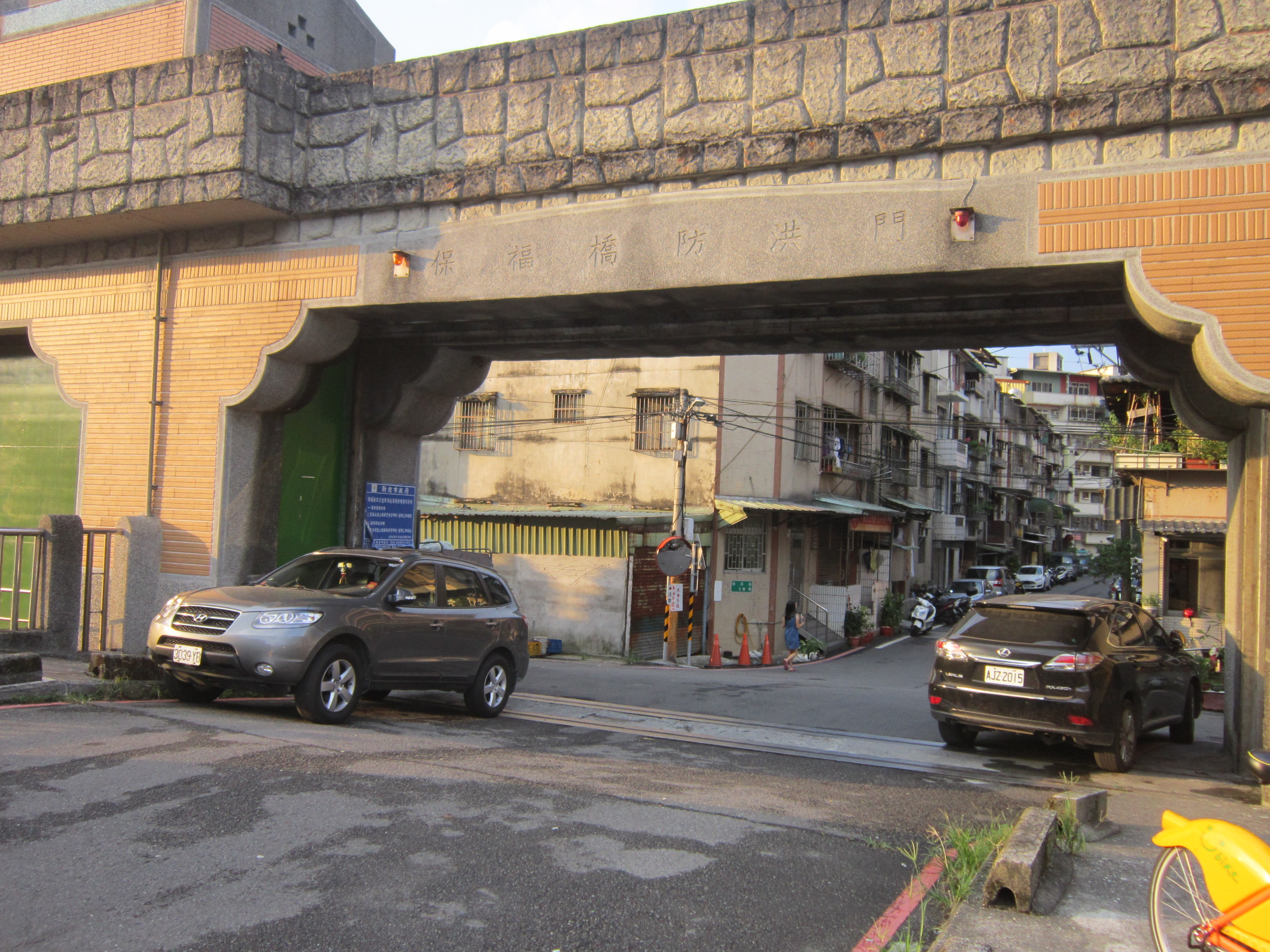
保福橋閘門，閘門外即是保長社區
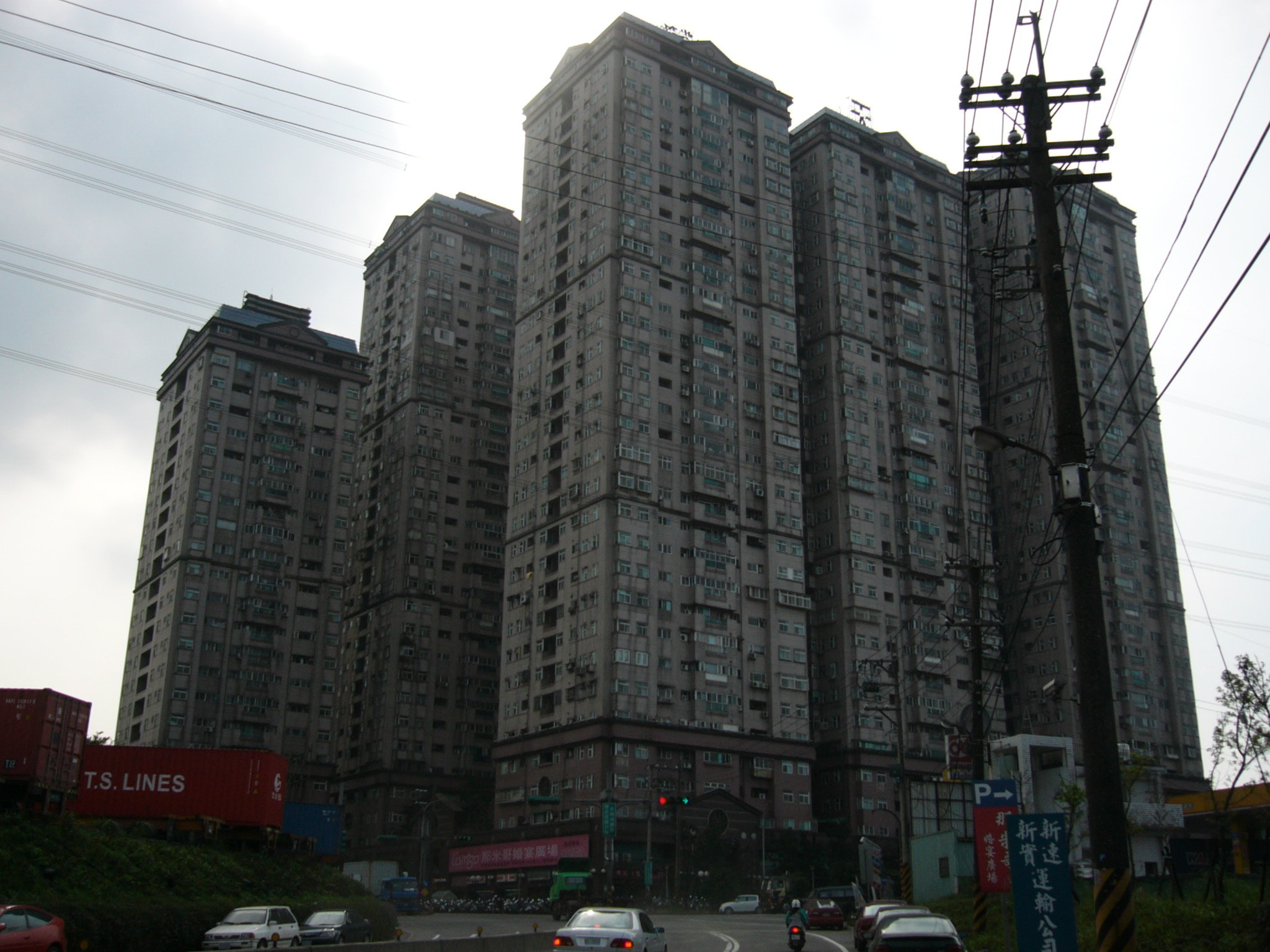
汐止摩天鎮社區